# ジェモミスウ (イノヴロツワフ公)
ジェモミスウ（Ziemomysł inowrocławski, 1245年頃 - 1287年）は、イノヴロツワフ公（実質的なクヤヴィ公、在位：1267年 - 1271年、1278年 - 1287年）。クヤヴィ公カジミェシュ1世の次男、母はその2番目の妻でヴロツワフ公ヘンリク2世の娘であるコンスタンツィア。レシェク2世の同母弟、ヴワディスワフ1世の異母兄。

## 生涯
ジェモミスウの母コンスタンツィアは1257年2月21日、彼と兄のレシェク2世（黒公）を遺してこの世を去った。父カジミェシュ1世は同年、オポーレ公ヴワディスワフの妹エウフロジナと再婚し、エウフロジナはヴワディスワフをはじめとする4人の子供を生んだ。エウフロジナは2人の継息子を排除して自分の子供達にクヤヴィ公国を相続させようと考え、レシェクとジェモミスウを毒殺しようとしたが、失敗に終わった。
1267年に父が死ぬと、ジェモミスウはイノヴロツワフを中心とするクヤヴィ公国の大半を相続したが、兄のレシェク2世は1279年にクラクフ公（ポーランド大公）の座を獲得した。ジェモミスウの小規模な公国はボヘミア王オタカル2世に庇護を受けたおかげで存続に成功し、同公国は異教徒のリトアニア人に対する十字軍遠征の基地となった。ジェモミスウはおそらくドイツ騎士団やポモジェのトチェフ公サンボル2世に接近したと思われるが、この外交政策が原因で公国内の領民の反乱を引き起こした。
反乱の原因はサンボル2世が自分に仕えるドイツ人騎士達をジェモミスウに貸与したことで、この政策が領民の大きな反発を招いたのだった。反乱者達はヴィエルコポルスカ公ボレスワフ（敬虔公）に救援を要請した。ボレスワフはクヤヴィ公国に攻め入り、ラジェユフ、クルシュヴィツァとブィドゴシュチュ城を占領した。ジェモミスウは素早く反撃に出て、公国の支配権を取り戻した。
1271年、ジェモミスウはポモジェのグダニスク公国で起きた戦争に参加し、舅となっていたサンボル2世の同盟者として、サンボル2世の甥ムシチュイ2世と戦った。しかし、ジェモミスウがこの戦争に忙殺されている最中に、ボレスワフはまたもやクヤヴィ公国に攻め込んだ。今回はジェモミスウが敗れ、亡命を余儀なくされた。しばらくするとジェモミスウはクヤヴィを取り戻し、1278年に自分の領国に帰還した。この時、ジェモミスウはボレスワフと兄レシェク2世から、以後はドイツ人の助言者たちを遠ざけるよう要求されている。
その後、ジェモミスウは協定を結んでラジェユフを取り戻すことに成功した。1284年、レシェク2世が親ドイツ政策を放棄すると、ドイツ騎士団はクヤヴィ公家の兄弟達に牙をむくようになった。しかし、クヤヴィ公爵家とドイツ騎士団との紛争に関する詳細は不明である。ジェモミスウはまたグニェフコヴォの住民たちに都市特権を与えてもいる。
ジェモミスウは1287年の暮れに亡くなった。埋葬場所は不明だが、おそらく公国の首都イノヴロツワフに埋葬されたと思われる。未亡人サロメアと異母弟の中で一番年上のヴワディスワフ1世（短躯公）がジェモミスウの遺児たちの後見人となった。

## 子女
1268年2月29日、ポモジェのトチェフ公サンボル2世の娘サロメアと結婚した。夫妻は6人の子供に恵まれた。
1. エウフェミア（? - 1278年頃、夭折）
2. フェネンナ（1277年以前 - 1295年） - ハンガリー王アンドラーシュ3世と結婚
3. レシェク（1275年/1276年 - 1339年）
4. プシェミスウ（1276年/1279年 - 1339年）
5. カジミェシュ3世（1277年/1280年 - 1345年/1350年）
6. コンスタンツィア（? - 1330年） - 修道女